# Conrad Noel
Conrad le Despenser Roden Noel (12 juillet 1869 - 22 juillet 1942) est un prêtre anglais de l'Église d'Angleterre. Connu sous le nom de « vicaire rouge de Thaxted », il est un éminent socialiste chrétien.

## Jeunesse
Conrad Noel est né le 12 juillet 1869 à Royal Cottage, Kew Green, Kew, Londres, dans une famille de la haute aristocratie. Il est le fils aîné du poète et essayiste Roden Noel, qui exerce les fonctions de Groom of the Private Chamber, et de sa femme Alice Maria Caroline Noel (née de Broë). Son grand-père paternel est Charles Noel (1er comte de Gainsborough), et sa grand-mère paternelle Lady Gainsborough est une dame d'honneur de la reine Victoria. Les parents de Noel sont tous les deux anglicans, mais de tendances différentes. Dans sa jeunesse, Conrad Noel se détache du calvinisme de sa mère et assiste avec son père à des services religieux Haute Église.
Il fait ses études au Wellington College et au Cheltenham College, puis également une école publique pour garçons  . Il entre alors dans le Collège Corpus Christi, Cambridge, mais est suspendu un an et choisit de ne pas revenir pour terminer son diplôme .

## Carrière

### Carrière ecclésiastique

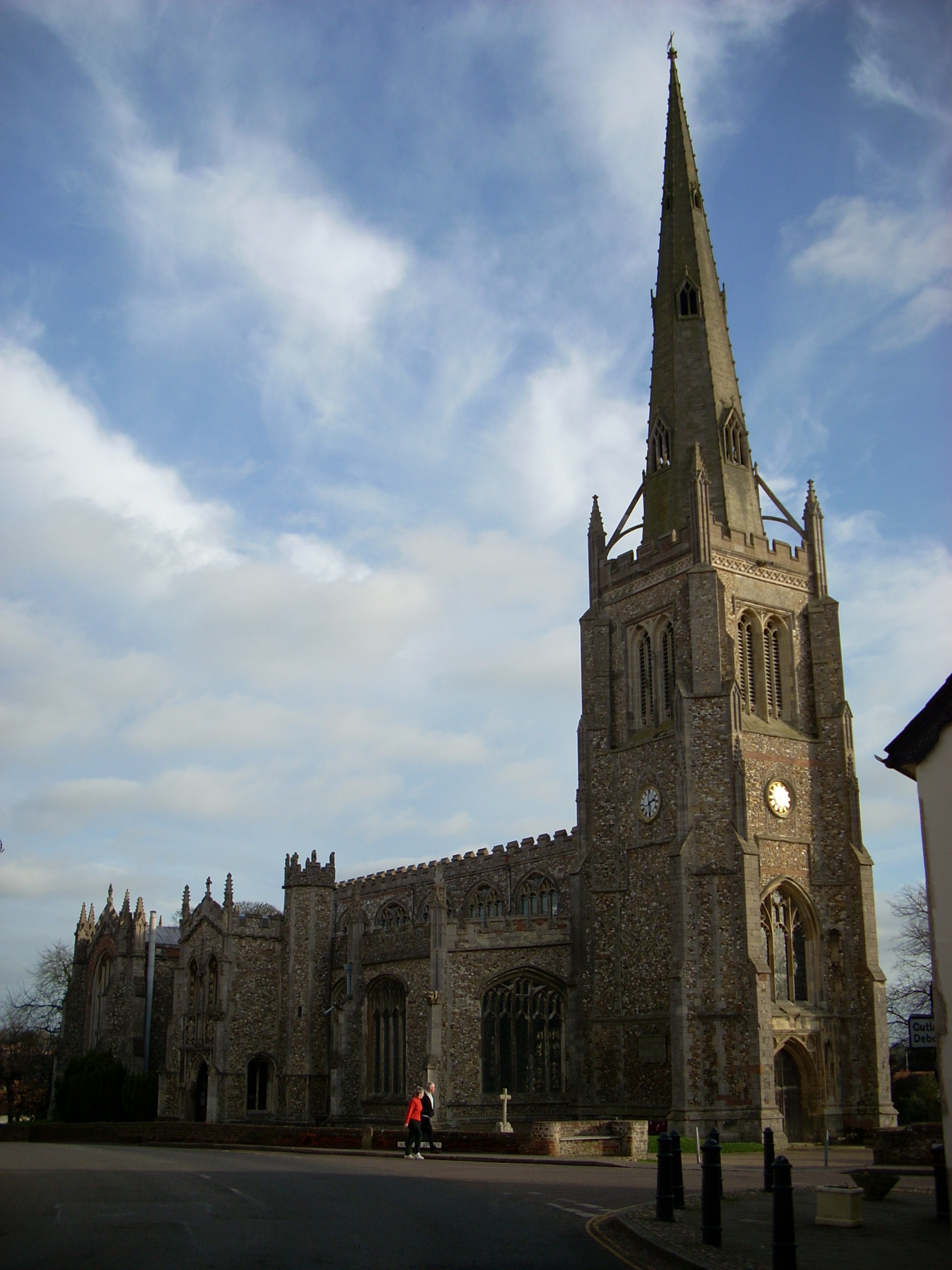
Église Saint-Jean, Thaxted

Noel suit une formation théologique au Chichester Theological College, une école théologique anglo-catholique. Ses opinions théologiques ne sont pas celles admises dans l'Église d'Angleterre. On lui propose d'abord une cure à l'église All Saints de Plymouth, mais le jour où il doit être ordonné, l'évêque d'Exeter refuse de l'ordonner.
En 1894, il est néanmoins ordonné diacre dans le diocèse de Chester et devient vicaire à Flowery Field, Cheshire, mais doit en partir en raison des réactions de ses paroissiens à ses idées socialistes. Il devient ensuite vicaire à St Philip's à Newcastle, sous la supervision de W.E. Moll. Toujours en 1894, il épouse Miriam Greenwood . À la fin de 1904, il devient prêtre adjoint de Percy Dearmer à Primrose Hill.
En 1910, il devient vicaire de Thaxted (Essex), après avoir été présenté par la bienfaitrice de la paroisse, lady Daisy Greville, comtesse de Warwick, elle-même socialiste .
Dans l'église de Thaxted, Noel accroche le drapeau rouge et le drapeau du Sinn Féin à côté du drapeau de Saint George . Cela conduit à la « Bataille des drapeaux » avec des étudiants de Cambridge menant des attaques contre l'église pour retirer les drapeaux. Finalement, en 1922, un tribunal consistorial se prononce contre l'affichage des drapeaux et Noel se soumet à la décision .
Il fonde l'organisation socialiste Catholic Crusade en 1918,  qui a un certain impact sur les origines du Trotskisme en Grande-Bretagne .

### carrière politique
Devenu socialiste peu après la fin de ses études universitaires, il adhère à la Fédération sociale démocratique . Il rejoint le Parti travailliste indépendant, mais en 1911 devient membre du Parti socialiste britannique .
Noël soutient également le Comité provisoire britannique pour la défense de Léon Trotski et signe une lettre défendant le droit d'asile de Trotski et appelant à une enquête internationale sur les procès de Moscou .

## Vie privée
Il est un ami du compositeur Gustav Holst qui vit également quelques années dans la ville de Thaxted .
Il meurt d'un cancer le 22 juillet 1942 à l'âge de 73 ans. Une sculpture de Gertrude Hermes se trouve à l'église de Thaxted.